# Asociación de Jugadores de la NHL
La Asociación de Jugadores de la NHL o NHLPA es un sindicato con sede en Toronto, Canadá que representa los intereses de los jugadores de la National Hockey League.

## Historia
La asociación se formó en junio de 1967, cuando representantes de los seis equipos de la NHL se reunieron y eligieron a Bob Pulford como su primer presidente y a Alan Eagleson como su primer director ejecutivo. 
Otra NHLPA había sido creada anteriormente en 1957 por los jugadores Ted Lindsay de los Detroit Red Wings y Doug Harvey de los Montreal Canadiens después de que la liga hubiese rechazado ofrecer información de carácter financiero. Los propietarios rompieron la asociación traspasando a los jugadores implicados en la nueva organización o enviándolos a ligas menores. 
Para prevenir a la nueva NHLPA de sufrir una catástrofe como su predecesora, Pulford se reunió con los propietarios de los equipos de la NHL y les pidió que reconocieran el nuevo sindicato, o de otro modo serían enviados al Tribunal Canadiense de Relaciones Laborales. Además, los jugadores exigieron garantías de que ningún miembro de la asociación pudiera ser castigado por pertenecer a ella. 
En 1992, Eagleson dimitió y fue sustituido por Bob Goodenow. Más tarde, Eagleson fue acusado de fraude, negocios ilegales y malversación de fondos, siendo obligado a cumplir seis meses de prisión.
Siguiendo una huelga en la temporada 1994-95 que obligó a reducir la competición a 36 partidos, la NHLPA firmó un acuerdo financiero colectivo en 1995. Este pacto fue en principio firmado por seis temporadas con posibilidad de renegociación en 1998, pero fue prorrogado excepcionalmente hasta el 15 de septiembre de 2004.
Una nueva huelga en la temporada 2004-05 obligó a suspender la temporada. El conflicto se resolvió el 14 de julio de 2005, cuando la NHLPA finalmente aceptó la imposición de un tope salarial a los equipos.

## Organización
La gestión de la NHLPA está encabezada por el director ejecutivo Ted Saskin, quien lidera un grupo de jugadores que representan a sus respectivos equipos. Entre los gestores de este grupo están el presidente Trevor Linden, el vicepresidente Bob Boughner, Vincent Damphousse, Daniel Alfredsson y Bill Guerin.